# Natalia Vía Dufresne
Natalia Vía Dufresne Pereña, née le 10 juin 1973 à Barcelone (Espagne), est une skipper espagnole.

## Biographie
Natalia Vía Dufresne est médaillée d'argent olympique en classe Europe aux Jeux olympiques d'été de 1992.
Avec Sandra Azón, elle se classe sixième en 470 aux Jeux olympiques d'été de 2000 et remporte la médaille d'argent olympique en 2004. Elle est dixième en 2008 en 470 avec Laia Tutzo.
Elle est la sœur de Begoña Vía Dufresne.